# Décès en 1073
Décès
- 1069
- 1070
- 1071
- 1072
- 1073
- 1074
- 1075
- 1076
- 1077

Cette page dresse une liste de personnalités mortes au cours de l'année 1073 :
- 18 février : Pons II de Marseille, noble provençal de la famille des vicomtes de Marseille, évêque de Marseille.
- 21 avril : Alexandre II, né Anselme de Lucques, pape.
- 15 juin : Go-Sanjō, 71e empereur du Japon.
- novembre : Serge III d'Amalfi, duc d'Amalfi.

- Antoine de Kiev ou Antoine l'Athonite, moine, fondateur spirituel du premier monastère russe.
- Badis ben Habus, émir ziride du royaume de Grenade.
- Barisone Ier de Torres, juge d'Arborée.
- Conrad (en), comte de Walbeck (en).
- Robert Crispin, aventurier normand.
- Constantin Diogène (fils de Romain IV).
- Jean Gualbert, abbé et fondateur de la congrégation des Vallombrosains (saint de l’Église catholique)
- Dominique de Silos, berger navarrais prénommé Dominique, un peu ermite, qui devint moine bénédictin au Monastère de San Millán de la Cogolla (saint de l’Église catholique).
- Pierre de Mercœur, évêque du Puy.
- Qavurt (en), prince de l'empire seldjoukide.
- Léonce (Leontius), évêque de Rostov, assassiné au cours d’une révolte païenne (ou en 1077).
- Thượng Dương (en), impératrice vietnamienne.
- Zhou Dunyi (Tcheou Touen-yi), philosophe néoconfucéen chinois (né en 1017).

## Crédit d'auteurs
- Cet article est partiellement ou en totalité issu de l'article intitulé « 1073 » (voir la liste des auteurs).